# Judi Bari
Judi Bari (* 7. November 1949; † 2. März 1997) war eine US-amerikanische Feministin, Umweltaktivistin und Basisgewerkschafterin.

## Politische Ansichten und Aktivismus
Judi Bari wuchs in einer linksgerichteten Familie auf und engagierte sich während ihrer Zeit an der University of Maryland stark in der Protestbewegung gegen den Vietnamkrieg. Sie war auch damals schon in gewerkschaftlichen Kämpfen involviert.
Mitte der 1980er-Jahre zog Judi Bari mit ihrer Familie nach Nordkalifornien, und es waren die ökologischen Kämpfe der 1980er- und 1990er-Jahre dort, für die sie heute vor allem bekannt ist. Im sog. Redwood Summer, einer Kampagne gegen die großflächige Abholzung der Küstenmammutbäume (engl. Redwoods) in Nordkalifornien, galt sie als eine der wichtigsten Organisierende. Sie schloss sich der revolutionär-syndikalistischen Gewerkschaft Industrial Workers of the World (IWW) sowie dem radikal-ökologischen Netzwerk Earth First! an und versuchte fortan, ökologische, gewerkschaftliche sowie feministische Kämpfe miteinander zu verbinden. Im Kampf gegen die Zerstörung dieser Naturlandschaft betrachtete Bari „die Arbeitskräfte […] nicht als gegnerische Partei, sondern als potentielle Verbündete in dem Kampf gegen die zerstörerischen und kapitalistischen Interessen der Holzindustrie“, und versuchte deshalb, diese in der Basisgewerkschaft IWW zu organisieren. Sie gilt als „erste Umweltschützerin überhaupt“, die diese Strategie verfolgte, und verstand, dass viele Arbeiter der Holzindustrie „ihren Job der Umweltzerstörung nicht aus Verachtung gegenüber der Natur, sondern aus blankem ökonomischen Zwang“ machten.
Bari war weiters darin bestrebt, einer antisexistischen und feministischen Praxis in einer männlich-dominierten Aktivistenszene mehr Bedeutung zu verleihen.
Judi Bari war eine Vertreterin des gewaltfreien Widerstands. In der Tradition von Earth First! unterstützte sie gewaltfreie direkte Aktionen, Blockaden und zivilen Ungehorsam gegen die Zerstörung und Ausbeutung der Natur, lehnte Gewalt gegen Menschen jedoch ab. Als beispielsweise vermutlich durch sogenanntes Tree Spiking – also dem Einschlagen von Nägeln oder Metallstäben in den Baumstamm, um damit Motorsägen zu beschädigen, was das Fällen von Bäumen verzögern oder verhindern soll – Forstarbeiter verletzt wurden, riefen Bari und andere Earth First!-Aktivisten aus Kalifornien dazu auf, diese Sabotageakte zu unterlassen, da nicht ausgeschlossen werden konnte, dass dadurch Menschen zu Schaden kommen.
Judi Bari verstarb am 2. März 1997 an Brustkrebs.

## Bombenanschlag
Judi Bari und andere Earth First!-Aktivisten erhielten im Zuge der Redwood-Summer-Kampagne immer wieder Todesdrohungen. Im August 1989 rammte ein Lastwagen Baris Auto, wobei der Verdacht geäußert wurde, dass es sich dabei um keinen Unfall, sondern um einen ersten Versuch handelte, Bari (mit Gewalt) einzuschüchtern bzw. zu verletzen oder zu töten.
Am 24. Mai 1990 wurde auf Judi Bari ein bis heute unaufgeklärter Bombenanschlag verübt, der sie schwer verletzte. Eine Rohrbombe explodierte unter dem Fahrersitz ihres Autos in Oakland. Es gibt eine Reihe von Theorien, wer mit welchen Motiven für den Anschlag verantwortlich war. Diese reichen von frauenfeindlichen, politischen und persönlichen Motiven bis hin zu der Theorie, das FBI hätte damit etwas zu tun gehabt. Zunächst beschuldigte das FBI Bari, die Bombe selbst gebaut und im Auto transportiert zu haben und führte sie als Verdächtige in dem Fall. Bari bestritt dies stets, schlagkräftige Beweise wurden von Seiten der Polizeibehörden nie vorgelegt und es kam schließlich auch zu keiner Anklage gegen sie. Im Mai 1991 reichte Bari aufgrund ihrer Verhaftung im Zuge der Ermittlungen zum Bombenanschlag Klage gegen die Polizei von Oakland und das FBI ein.

## Schriften
- Timber Wars. Common Courage Press (1994)

- Revolutionary Ecology: Biocentrism & Deep Ecology. Trees Foundation (1998)

## Dokumentarfilme über Judi Bari
- The Forest For The Trees (2005)

- Who Bombed Judi Bari? (2012)